# Michael Herbert
Michael Herbert (ur. 17 maja 1925 w Castleconnell, zm. 20 czerwca 2006 w hrabstwie Limerick) – irlandzki polityk i przedsiębiorca, zawodnik hurlingu, Teachta Dála i poseł do Parlamentu Europejskiego.

## Życiorys
W młodości grał w hurling w lokalnych klubach, zawodnikami tej dyscypliny zostali też jego dwaj bracia i syn. W 1948 zdobył medal w ramach National Hurling League. Jego karierę przerwała w 1949 poważna kontuzja spowodowana atakiem innego gracza. Kształcił się w szkole technicznej. Początkowo pracował u publicznego przewoźnika CIÉ, od 1949 zajął się prowadzeniem pubu i sklepu w rodzinnej miejscowości. 
Działał w Fianna Fáil, od 1955 do 1967 zasiadał w radzie miejskiej Limerick. W 1965 po raz pierwszy kandydował w wyborach do Dáil Éireann. W latach 1969–1981 był Teachta Dála z ramienia Fianna Fáil, w listopadzie 1982 bez powodzenia wystartował ponownie w wyborach parlamentarnych Od stycznia 1973 do lipca 1979 był członkiem irlandzkiej delegacji do Parlamentu Europejskiego, gdzie należał do frakcji Europejskich Progresywnych Demokratów.
Od 1954 był żonaty z Brid Nash, mieli ośmioro dzieci.